# Модель предметної області
Модель предметної області (англ. Domain model) — шаблон проєктування, який пропонує реалізувати бізнес-логіку, використовуючи підхід ООП.

## Призначення
У випадку, коли бізнес-логіка містить складні правила, її найкраще описати у вигляді підходу ООП, використовуючи Rich модель.
Таким чином, сутності предметної області моделюються у вигляді об'єктів.
Сутності можуть використовувати простий підхід, коли зв'язки між ними відповідають способу їх збереження (наприклад, у базі даних, коли одна сутність відповідає одній таблиці), або складний підхід, коли повністю ігнорується спосіб їх збереження, а до уваги береться саме модель предметної області. Таким чином, об'єкти містять логіку, доступ до даних обмежений відповідним модифікатором доступу, між об'єктами присутні зв'язки наслідування, а також існують класи, що описують логіку та не зберігаються у сховищі.
Перший підхід забезпечує легкий спосіб збереження даних, та він не такий гнучкий для зміни бізнес-логіки. На противагу йому, складний підхід легко дозволяє змінювати логіку, та виникають складності при збереженні чи завантаженні класів із пам'яті.

## Реалізація
Нехай дано декілька типів знижок, які можна застосовувати на продукти. Тоді таку предметну область можна описати наступним чином.
```
interface
 
IDiscount

{

    
void
 
apply
(
Product
 
product
);

}

class
 
ChristmasDiscount
 
:
 
IDiscount
 
{

  
public
 
void
 
apply
(
Product
 
product
)

  
{

     
...

  
}

}

...

class
 
Product

{

    
private
 
double
 
_price
;

    
public
 
Price
 
=>
 
_price
;

    
...

}

```